# Edmund Stoiber
Edmund Rüdiger Stoiber  (1941. szeptember 28. –) német politikus. 
Bajorország miniszterelnöke.

## Élete
Edmund Stoiber a bajorországi Oberaudorfban született. Felesége Karin Stoiber. 
Mindketten római katolikusok. Három gyermekük és öt unokájuk van.

## Politikai pályája
Stoiber 1982 és 1988 között Bajorország államtitkára volt. 1988-tól 1993-ig belügyminiszter volt. 
1993-ban a bajor Landtag megválasztotta miniszterelnöknek. 
Ezt a tisztséget 2007 szeptemberéig töltötte be.

## Magyar kitüntetései
- A Magyar Érdemrend parancsnoki keresztje a csillaggal (2000)
- A Magyar Érdemrend nagykeresztje (2018)

## Magyarul megjelent művei
- Mert a világ változik. Szenvedélyem a politika –  tapasztalatok és távlatok; ford. Fekete Lilla Sára; Dialóg Campus, Bp.–Pécs, 2016 (Dialóg life könyvek)

## Kapcsolódó lapok
- Bajorország miniszterelnökeinek listája
- Franz Josef Strauss